# Châu Phong Hòa
Châu Phong Hòa (né le 14 août 1985 à Cao Lãnh au Viêt Nam) est un footballeur international vietnamien, qui évolue au poste de milieu de terrain.

## Biographie

### Carrière en sélection
Châu Phong Hòa reçoit deux sélections en équipe du Viêt Nam lors de l'année 2007.
Il participe avec l'équipe du Viêt Nam à la Coupe d'Asie des nations 2007. Le Viêt Nam atteint les quarts de finale de la compétition, en étant battu par l'Irak. Il a disputé ce quart de finale perdu contre l'Irak, puis a joué un match contre les Émirats arabes unis lors des éliminatoires du mondial 2010.

## Palmarès
| TĐCS Đồng Tháp - Championnat du Viêt Nam D2 (1) : - Champion : 2006. |  | Becamex Bình Dương - Championnat du Viêt Nam : - Vice-champion : 2009. |